# 1847 dans le catholicisme
Chronologie du catholicisme
- 1843
- 1844
- 1845
- 1846
- 1847
- 1848
- 1849
- 1850
- 1851

Cet article présente les faits marquants de l'année 1847 dans le catholicisme.

## Évènements
- 11 juin : Création de 4 cardinaux par Pie IX.
- 23 juillet : Rétablissement du Patriarcat de Jérusalem comme siège résidentiel par le pape Pie IX (Bref Nulla prior)

## Naissance
- 24 janvier : Otto Zardetti, prélat et missionnaire suisse, archevêque de Bucarest († 10 mai 1902)

## Décès
- 24 mai : Ludovico Micara, cardinal capucin italien de la Curie (° 12 octobre 1775)
- 21 juin : Francisco Javier de Cienfuegos y Jovellanos, cardinal espagnol, archevêque de Séville (° 12 mars 1776)
- 22 novembre : Placido Maria Tadini, cardinal italien, archevêque de Gênes (° 11 octobre 1759)